# Ayisha Osori
Ayisha Osori, est une avocate et journaliste nigériane. Elle est l'ancienne directrice générale de l'organisation non gouvernementale : le Fonds d' affectation spéciale des femmes nigérianes (en).

## Biographie
Ayisha Osori fait ses études universitaires à l'université de Lagos, puis la Harvard Law School et l'école d'affaires publiques John F. Kennedy School of Government de Cambridge aux États-Unis. Elle est inscrite aux barreaux du Nigeria et de New York, respectivement en 1998 et en 2000. Elle est membre du conseil de l'organisation Open Society Initiative for West Africa (en).
En 2014, elle quitte le Parti démocratique populaire du Nigeria, pour rejoindre l'All Progressives Congress
En 2015, elle est choisie pour être l'une des 21 femmes à tenir une conférence à l'université de Harvard Kennedy School of Government financée par Hunt Alternatives.

## Source de la traduction
- (en) Cet article est partiellement ou en totalité issu de l’article de Wikipédia en anglais intitulé « Ayisha Osori » (voir la liste des auteurs).